# Dóra Leimeter
Dóra Leimeter, née le 8 mai 1996 à Budapest (Hongrie), est une joueuse hongroise de water-polo. Elle est médaillée de bronze aux Jeux de 2020.

## Carrière
Elle monte sur la troisième marche du podium des Jeux de 2020 avec l'équipe hongroise.
Elle fait des études de psychologie et de pédagogie à l'Université Loránd-Eötvös.

## Palmarès

### Jeux olympiques
- Jeux olympiques d'été de 2020 à Tokyo ( Japon) :
  -  médaille de bronze du tournoi féminin

### Championnats du monde
- Championnats du monde 2022 à Budapest ( Hongrie) :
  -  médaille d'argent du tournoi féminin
- Championnats du monde 2024 à Doha ( Qatar) :
  -  médaille d'argent du tournoi féminin
- Championnats du monde 2025 à Singapour ( Singapour) :
  -  médaille d'argent du tournoi féminin

### Championnats d'Europe
- Championnat d'Europe 2020 à Budapest ( Hongrie) :
  -  médaille de bronze